# Niphoparmena minima
Niphoparmena minima là một loài bọ cánh cứng trong họ Cerambycidae.